# Philadelphia 76ers
Philadelphia 76ers er et amerikansk basketballhold fra Philadelphia i Pennsylvania, der spiller i NBA-ligaen. Holdet blev stiftet i 1946 som Syracuse Nationals, men flyttede i 1963 til Philadelphia. Holdet har tre gange, i 1955, 1967 og 1983 vundet NBA-mesterskabet. 76ers nok mest kendte spiller er Allen Iverson[kilde mangler], som dog forlod klubben i 2006.

## Tidligere navne
- Syracuse Nationals (1946-1963)

## Titler
- NBA:
  - 1955, 1967 og 1983

## Kendte spillere
- Allen Iverson
- Moses Malone
- Theo Ratliff
- Maurice Cheeks
- Julius Erving
- Joel Embiid
- Ben Simmons